# Yunnanilus pachycephalus
Yunnanilus pachycephalus är en fiskart som beskrevs av Maurice Kottelat och Chu, 1988. Yunnanilus pachycephalus ingår i släktet Yunnanilus och familjen grönlingsfiskar. IUCN kategoriserar arten globalt som livskraftig. Inga underarter finns listade i Catalogue of Life.